# HT Кассиопеи

## Характеристики

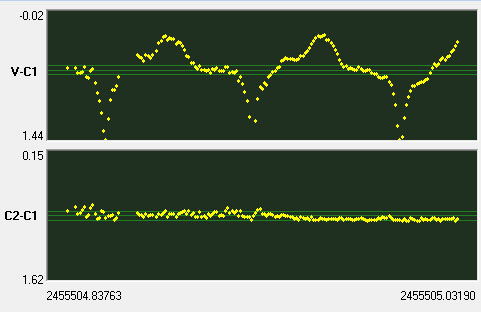
Кривая блеска затаённой карликовой новой HT Кассиопеи во время вспышки 4 ноября 2010 года: отчётливо видны спады во время затмения «горячего пятна» и подъёмы производимые аккреционным диском

HT Кассиопеи (HT Cassiopeiae, HT Cas) — карликовая новая  в созвездии Кассиопеи.
Главная звезда системы является звездой спектрального класса M, а второй компонент системы является белым карликом . 

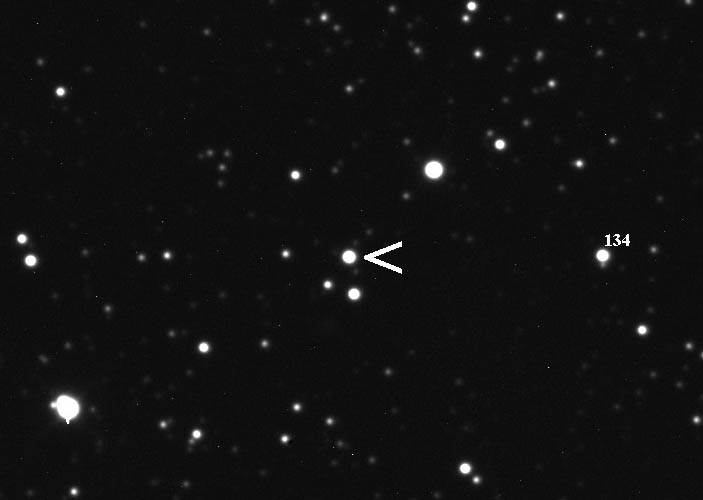
Карликовая новая HT Кассиопеи во время вспышки (видимая звёздная величина ~ 13.4^{m}) 12 ноября 2010 года

Вспышка HT Кассиопеи обычно происходит два или три раза в год. Во время вспышки, её видимая звёздная величина поднимается с 16 до 12 величины. Подъем до максимального значения занимает всего один день. Во время вспышки, яркость будет колебаться на несколько десятых долей величины  регулярным образом, связанным с орбитальным периодом системы. Две звезды в системе HT Кассиопеи вращаются, друг вокруг друга по орбите за 106 минут. А орбитальная скорость вращения вторичной звезды в системе составляет 28 500 км/мин. Что делает HT Кассиопеи еще более интересным объектом, так это тот факт, что плоскость орбиты двойной системы направлена к Земле. А это означает, что мы можем видеть, как более тусклая звезда главной последовательности затмевается более ярким белым карликом и аккреционным диском каждые 106 минут. Также звёздная система показывает фликеринг (мерцание) — изменение среднего блеска, которое наблюдается на всех стадиях активности катаклизмических переменных. Амплитуда фликеринга порядка нескольких десятых звездной величины, характерные времена от секунд до десятка минут. Обычно наблюдается тенденция к увеличению амплитуды фликеринга у карликовых новых в спокойном состоянии, а также при появлении горба на орбитальной кривой блеска, по-видимому, во время нижнего соединения «горячего пятна» на диске, и сильному уменьшению во время затмений. Подробные наблюдения затмений карликовой новой HT Кассиопеи показывают, что основной источник фликеринга это нагретый близкий к белому карлику внутренний диск, или «горячее пятно» на диске.